# Thầy phù thủy đi trong thành phố
Thầy phù thủy đi trong thành phố

(tiếng Nga: Шёл по городу волшебник) là một tập truyện phiêu lưu - hài hước, có phần giả tưởng của nhà văn Yury Tomin, ra đời năm 1963.

## Chuyển thể
- Bí mật cánh cửa sắt (phim, 1970)